# 157. gorska divizija (Wehrmacht)
Za druge 157. divizije glej 157. divizija.
157. gorska divizija (izvirno nemško 157. Gebirgsjäger-Division; dobesedno 157. gorskolovska divizija) je bila gorska lahka divizija v sestavi redne nemške kopenske vojske med drugo svetovno vojno.

## Zgodovina
Divizija je bila ustanovljena 10. januarja 1944 v Wehrkreis VII (Mittenwald) z reorganizacijo 157. rezervne pehotne divizije
Februarja 1945 so divizijo reorganizirali v 8. gorsko divizijo.

## Vojna služba
| Datum        | Delovanje       | Korpus       | Armada            | Armadna skupina   | Področje |
| Oktober 1944 | bojno delovanje | LXXV. korpus | Armada Ligurija   | Armadna skupina C | Alpe     |
| Januar 1945  | rezerva         | /            | 10. armada        | Armadna skupina C | Alpe     |
| Februar 1945 |                 | XIV. korpus  | Armadna skupina C | Alpe              |          |

## Sestava
- 296. gorski polk

- 1. bataljon
- 2. bataljon
- 3. bataljon

- 297. gorski polk

- 1. bataljon
- 2. bataljon
- 3. bataljon

- 1057. tankovskolovski bataljon
- 1057. gorski komunikacijski bataljon
- 1057. nadomestni bataljon
- 1057. oskrbovalne enote

## Pripadniki
Divizijski poveljniki
| 1. | Generalporočnik | Paul Schricker | (november 1944-februar 1945) |

Nosilci viteškega križca;
Divizijski pripadniki niso prejeli nobenega viteškega križca.